# Dernsches Gelände

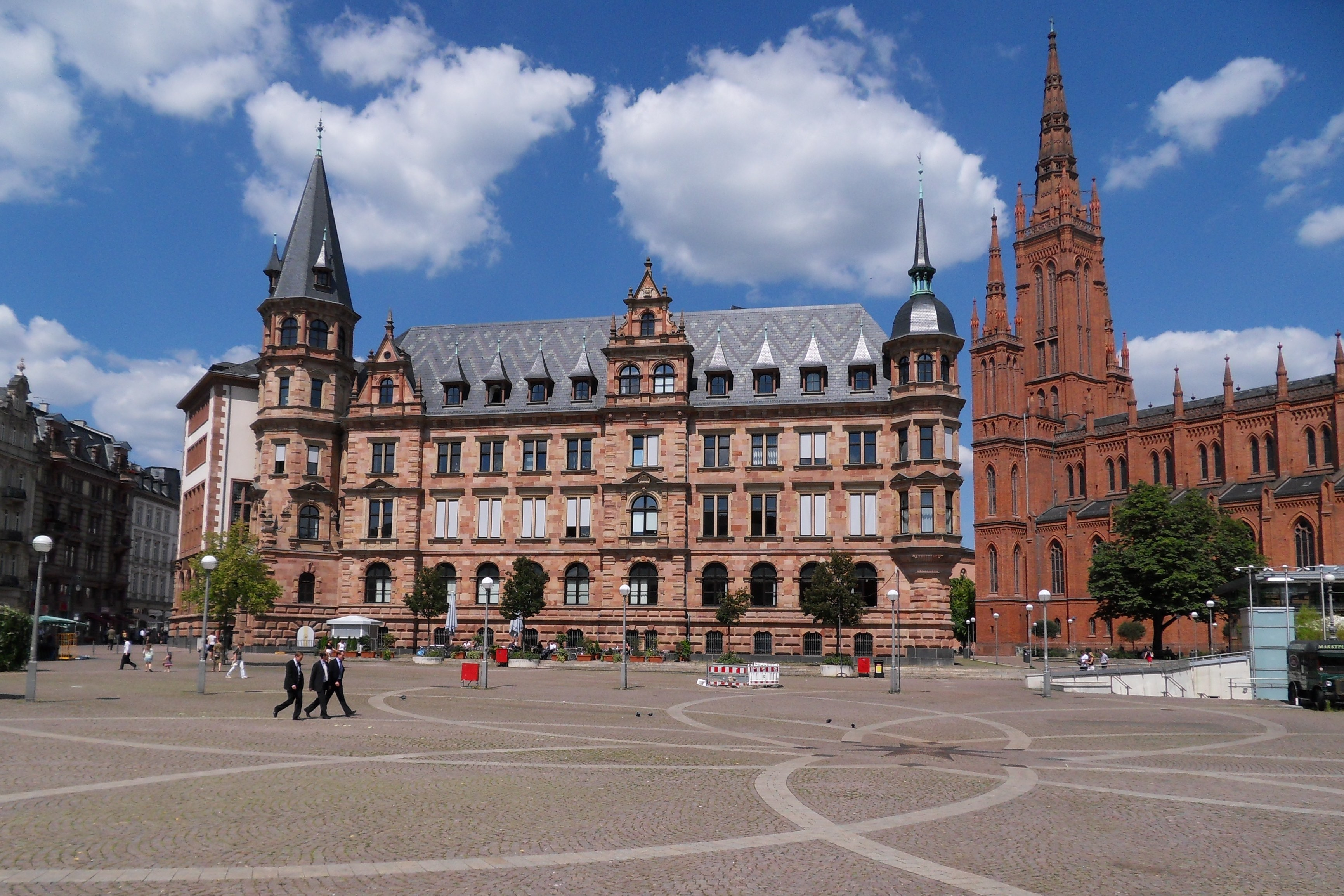
Dern’sches Gelände mit der Südseite des Wiesbadener Neuen Rathauses

Das Dern’sche Gelände in Wiesbaden ist ein innerstädtischer Freiraum, über dessen Gestaltung es mehr als hundert Jahre Diskussionen gab. Der Platz befindet sich auf der Südseite des Neuen Rathauses und der Marktkirche. Der Schlossplatz befindet sich nur wenige Meter entfernt jenseits des Rathauses. Begrenzt wird das Dern’sche Gelände von der Friedrichstraße im Süden, der De-Laspée-Straße im Osten und der Marktstraße im Westen. Im Norden grenzt er neben dem Neuen Rathaus und der Marktkirche an den historischen neuen Marktplatz mit seiner Marktsäule und dem darunter liegenden Marktkeller, in dessen Gewölbe nach langem Leerstand heute das Stadtmuseum untergebracht ist.

## Namensherkunft

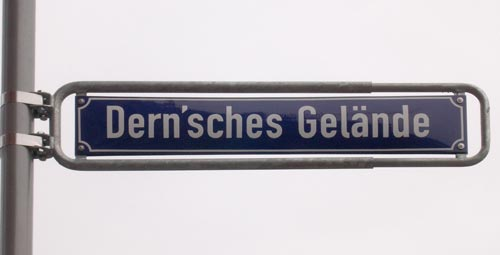
Straßenschild mit Apostroph: Dern’sches Gelände

Der Name leitet sich von Oberforstrat Dr. Carl-Reinhard Dern (* 13. August 1783; † 15. Oktober 1863) ab, der den angrenzenden Koppensteinschen Hof besaß. 1868 wurde dieser von der Stadt erworben und als Rathaus genutzt, bis er zusammen mit acht weiteren Altstadthäusern 1881 abgerissen wurde, um dem Neubau des Neuen Rathauses Platz zu machen. 
Offiziell benannt als Dern’sches Gelände wurde der Platz erst im Jahr 2005 durch den dafür zuständigen Ortsbeirat Wiesbaden-Mitte.

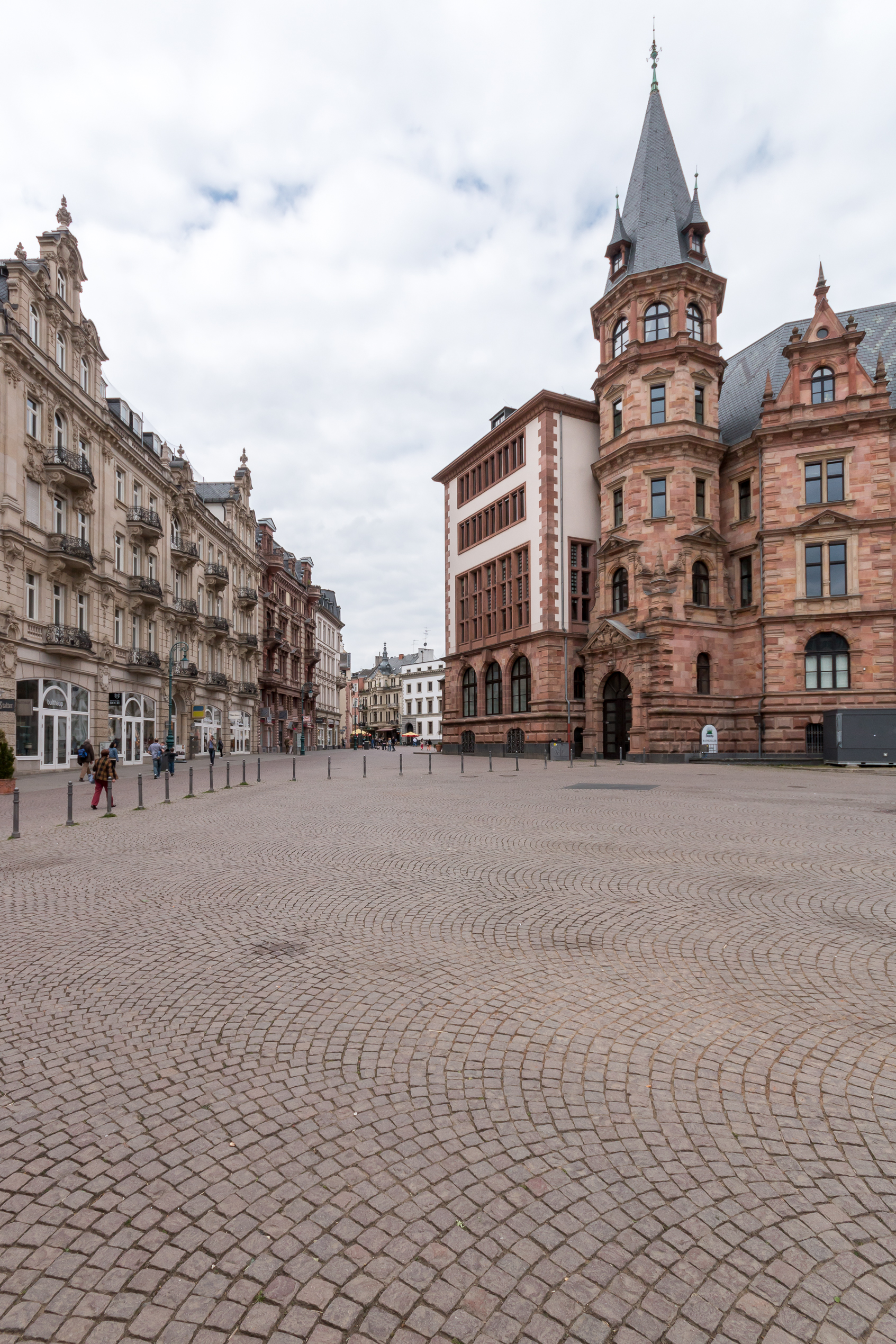
Einmündung der Marktstraße

## Gestaltung
Wahrscheinlich gerade wegen dieser prominenten und zentralen Lage gab es schon viele Kontroversen um die Gestaltung des Platzes. Beim Neubau des Staatstheaters wurde auch als Standort das Dern’sche Gelände in Betracht gezogen, man entschied sich dann doch für den Bauplatz an der Wilhelmstraße. An der Seite zur Friedrichstraße und zur De-Laspée-Straße standen ursprünglich Wohngebäude, die mit ihrer Rückseite an den Platz grenzten. Bereits der Wiesbadener Stadtbaumeister Felix Genzmer hatte um das Jahr 1900 Pläne vorgelegt, das Dern’sche Gelände architektonisch aufzuwerten. Diese wurden aber nie verwirklicht. 
Nach dem Zweiten Weltkrieg diente das Gelände jahrzehntelang als unansehnlicher Parkplatz. Auch eine Tankstelle befand sich auf dem Platz. In den 1980er Jahren wurde dann die Randbebauung abgerissen und es gab wieder Überlegungen für eine Neugestaltung. Der Platz sollte eine Tiefgarage („Markt“) sowie eine ansprechende Pflasterung erhalten. Der komplette Platz bis zu der gedachten Linie von der Marktstraße zur Karl-Glässing-Straße sollte massiv bebaut werden (7 Stockwerke), nach einem Entwurf des Architekten Schweger, in dem die Wiesbadener Musik- und Kunsthochschule untergebracht werden sollte. Dagegen machte eine Bürgerinitiative mobil und es gab im Jahr 1993 den 1. Bürgerentscheid Wiesbadens, in dem 85 Prozent der Bevölkerung gegen den „Schweger-Bau“ votierten. Nach dem Bürgerentscheid und der nicht realisierten Bebauung zog die „Wiesbadener Kunst- und Musikschule“ in das leerstehende Gebäude am Schillerplatz Ecke Friedrichstraße ein. Tiefgarage und Pflasterung in Form eines Sterns wurden trotzdem gebaut. Die nach dem verlorenen Bürgerentscheid angedachte schmale Randbebauung entlang der Friedrichstraße für ein „Haus der Verbände“ wurde bis zum heutigen Tag nicht realisiert. 
An der Stelle der geplanten Bebauung entstanden eine Grünanlage sowie zwei Bussteige für die zahlreichen Stadtbuslinien, die in Westrichtung durch die Innenstadt führen. 
Der Nachkriegsbau an der Westseite des Platzes wurde abgerissen und durch die Dern’schen Höfe ersetzt. Der Bund Deutscher Architekten BDA im Lande Hessen vergab 2013 für die Architektur der Dern’schen Höfe den Architekturpreis „Ausgezeichnete Architektur in Hessen – Johann-Wilhelm-Lehr-Plakette“.
In der Mitte des Platzes sollte seit mehreren Jahren ein Brunnen für ca. 1 Million Euro errichtet werden, der allerdings bis heute nicht gebaut wurde.

## Marktplatz

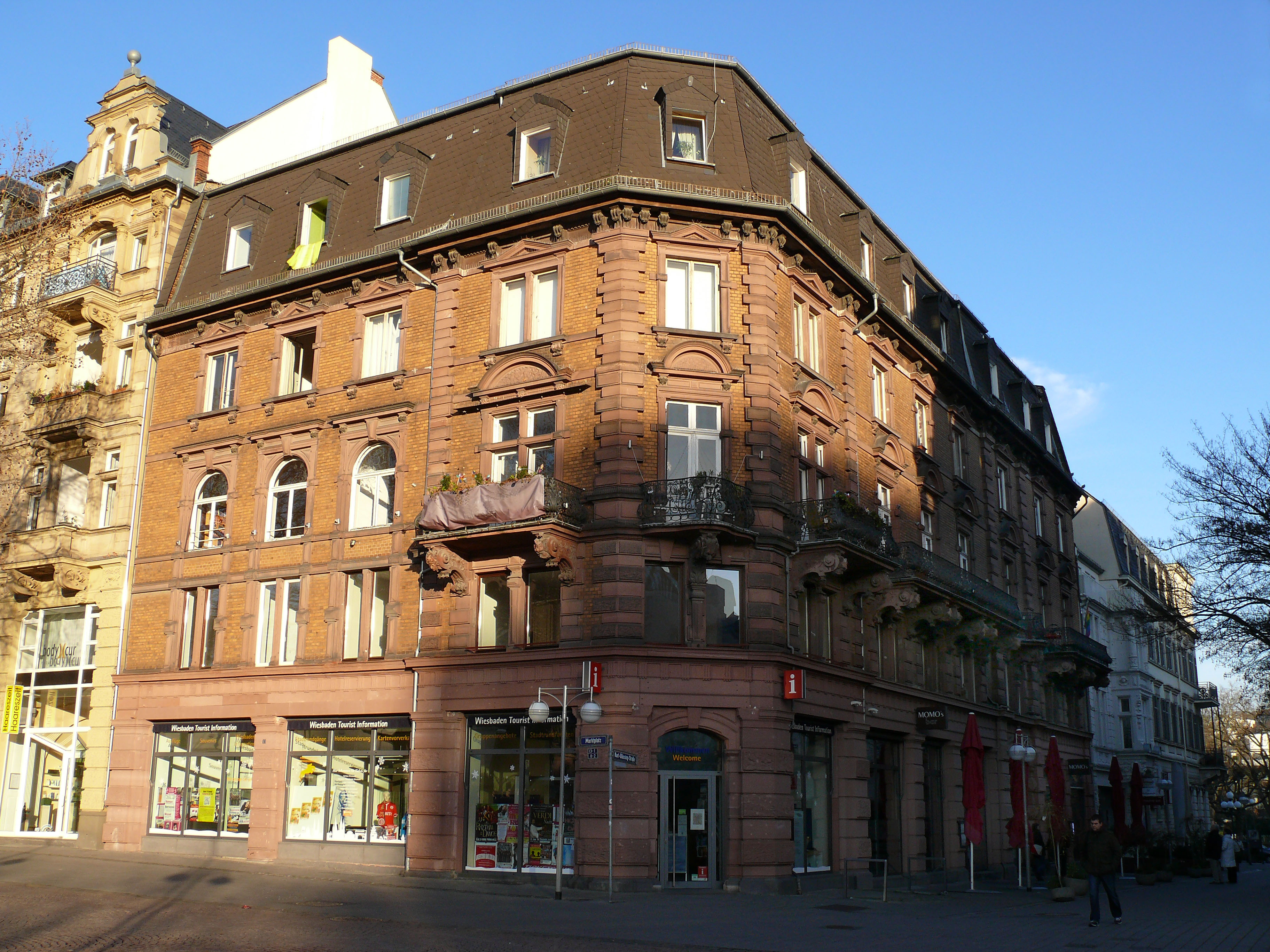
Tourist-Information im ehemaligen Hotel St. Petersburg

Um die Waren geordnet lagern zu können, wurde der Markt 1902 vom heutigen Schlossplatz auf die Rückseite von Marktkirche und Neuem Rathaus verlegt. Felix Genzmer baute einen großen Marktkeller, in dessen Gewölbe die Händler ihre Lager hatten. Fisch, Käse und lebende Tiere durften hier aber nicht gelagert werden. Oben waren die Marktstände, eingerahmt in eine Sandsteinbalustrade mit breiter Treppe. Für die Belüftung sorgte die mächtige mit Putten und barockisierenden Zierrat geschmückte Marktsäule in der Mitte des Marktes. Das Brunnenmonument im Sockel der Säule ziert den großflächigen Abgang zum Kellergewölbe.
In neuerer Zeit wurde westlich ein seitlicher Eingang gebaut, um ihn als Markthalle und später als Veranstaltungsraum zu nutzen. Heute befindet sich im Kellergewölbe das provisorische Stadtmuseum („sam“).
Am Nordrand des Marktes wurde das Restaurant Lumen gebaut, das nun die restliche Marktfläche als Außengastronomie nutzt.
Der Marktplatz ist gleichzeitig ein Straßenzug, der östlich des Marktkellers entlang zieht. An der Ecke Karl-Glässing-Straße befindet sich die Tourist-Information. Es ist das ehemalige Hotel St. Petersburg, 1886 nach Plänen von Alfred Schellenberg gebaut und mit Zentral-Dampfheizung, Licht, Telefon, sowie Süßwasser- und Thermalbäder in jeder Etage ausgestattet. Im Marktplatz 8 befindet sich heute der Eingang der städtischen Caligari Filmbühne. Ursprünglich lag der Eingang an der Wilhelmstraße.

## Regelmäßige Veranstaltungen

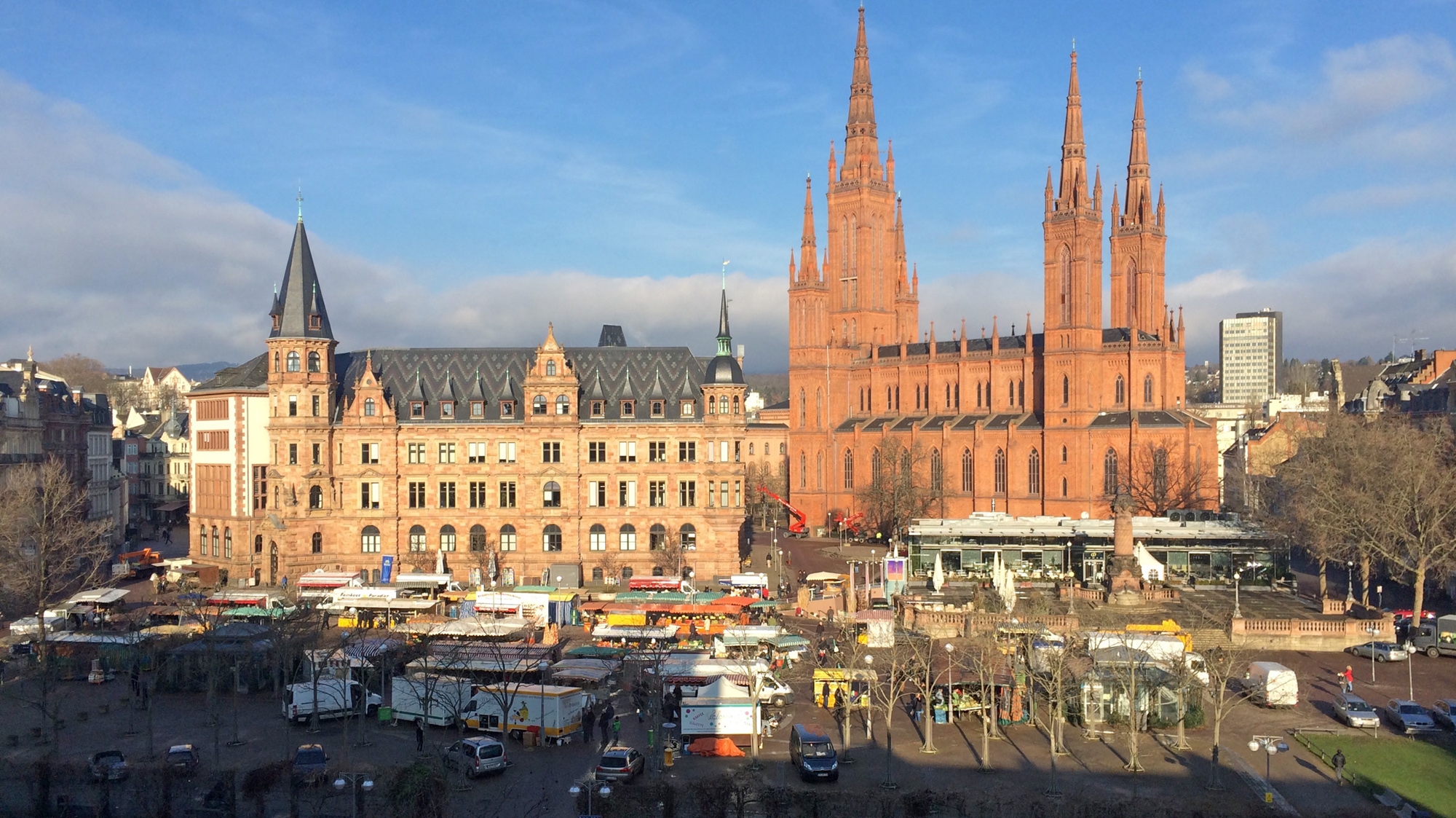
Blick auf den Wochenmarkt. Rechts vor der Marktkirche das Restaurant Lumen und davor die Marktsäule mit dem historischen Markt.

Auf dem Dern’schen Gelände finden zahlreiche Veranstaltungen statt. Unter anderem wird er auch als Erweiterungsfläche für Feste auf dem Schlossplatz genutzt, wie bei der Rheingauer Weinwoche, dem Stadtfest im September und teilweise dem Sternschnuppenmarkt. Der Wochenmarkt findet hier jeden Mittwoch und Samstag statt.
Alle zwei Jahre findet in Wiesbaden der European Youth Circus statt, ein Festival des europäischen Artistennachwuchs.